# Alstroemeria igarapavica
Alstroemeria igarapavica es una especie fanerógama, herbácea, perenne y rizomatosa perteneciente a la familia de las alstroemeriáceas. Es endémica de São Paulo en Brasil. Es un geófito tuberoso y crece principalmente en el bioma tropical estacionalmente seco.

## Taxonomía
Alstroemeria igarapavica fue descrita por  Pierfelice Ravenna, y publicado en Onira 4: 36 (2000).
Etimología
Alstroemeria: nombre genérico que fue nombrado en honor del botánico sueco barón Clas Alströmer (Claus von Alstroemer) por su amigo Carlos Linneo.
igarapavica: epíteto que hace referencia al municipio Igarapava de la ciudad de São Paulo donde fue descrita la especie.